# Sportclub Telstar
Lo Sportclub Telstar, meglio noto come Telstar, è una società calcistica olandese di Velsen. Milita nella Eredivisie, la massima divisione del campionato olandese di calcio.

## Storia
Quando il calcio professionistico fu introdotto nei Paesi Bassi sia lo Stormvogels che il VSV giocavano nella lega professionale. In seguito a problemi finanziari di entrambi i club, i due team si fusero il 17 luglio 1963. Il nuovo club fu chiamato Telstar, per via del fatto che il satellite Telstar era stato lanciato in orbita proprio in quell'anno. Stormvogels e VSV tornarono ad essere club dilettantistici. Nel 2001 Telstar e Stormvogels si fusero ancora, formando lo Stormvogels Telstar. Il 1º luglio 2008 fu ripristinato il nome di Telstar, con lo Stormvogels che tornò ad essere un club dilettantistico.
Nella stagione 2018-2019, il club finì 14° in Eerste Divisie, ma il suo percorso in Coppa d'Olanda fu notevole, terminando agli ottavi di finale con la sconfitta contro l'Ajax per 4-3.
Il club finì la stagione 2024-25 al settimo posto in Eerste Divisie, guadagnandosi un posto nei play-off promozione. Il primo avversario, l'ADO Den Haag, fu agilmente battuto per 3-0 in totale (2-0 in casa e 1-0 in trasferta); alle semifinali, dovette affrontare il Den Bosch in una battaglia combattuta, con uno 0-0 all'andata in trasferta e un ritorno finito per 1-1, e servì un gol di Danny Bakker al 109° minuto ai supplementari per poter andare in finale. Qui, l'avversario fu il Willem II, piazzatosi sedicesimo in Eredivisie e che intanto aveva battuto il Dordrecht: dopo un 2-2 all'andata in casa a Velsen, il Telstar vinse con un clamoroso 3-1 la partita di ritorno sulle mura dello Stadio Re Willem II, sancendo così la retrocessione del Willem II e la promozione del Telstar in Eredivisie per la prima volta dal 1978.

## Cronistoria
- 1990-1991 • 13º in Eerste Divisie
- 1991-1992 • 7º in Eerste Divisie
- 1992-1993 • 18º in Eerste Divisie
- 1993-1994 • 5º in Eerste Divisie
- 1994-1995 • 11º in Eerste Divisie
- 1995-1996 • 9º in Eerste Divisie
- 1996-1997 • 16º in Eerste Divisie
- 1997-1998 • 13º in Eerste Divisie
- 1998-1999 • 18º in Eerste Divisie
- 1999-2000 • 13º in Eerste Divisie

- 2000-2001 • 7º in Eerste Divisie
- 2001-2002 • 9º in Eerste Divisie
- 2002-2003 • 12º in Eerste Divisie
- 2003-2004 • 12º in Eerste Divisie
- 2004-2005 • 7º in Eerste Divisie
- 2005-2006 • 16º in Eerste Divisie
- 2006-2007 • 10º in Eerste Divisie
- 2007-2008 • 14º in Eerste Divisie
- 2008-2009 • 17º in Eerste Divisie
- 2009-2010 • 18º in Eerste Divisie

- 2010-2011 • 14º in Eerste Divisie
- 2011-2012 • 15º in Eerste Divisie
- 2012-2013 • 14º in Eerste Divisie
- 2013-2014 • 15º in Eerste Divisie
- 2014-2015 • 15º in Eerste Divisie
- 2015-2016 • 12º in Eerste Divisie
- 2016-2017 • 9º in Eerste Divisie
- 2017-2018 • 6º in Eerste Divisie
- 2018-2019 • 15º in Eerste Divisie
- 2019-2020 • 10º in Eerste Divisie. Campionato interrotto a causa della Pandemia da Covid-19

- 2020-2021 • 13º in Eerste Divisie
- 2021-2022 • 19º in Eerste Divisie
- 2022-2023 • 9º in Eerste Divisie
- 2023-2024 • 17º in Eerste Divisie
- 2024-2025 • 7º in Eerste Divisie.  Promosso in Eredivisie dopo aver vinto i playoff.

## Strutture

### Stadio
Lo stadio dove gioca il Telstar è il Schoonenberg Stadion, alias BUKO Stadion per ragioni di sponsorizzazione. Aperto il 1948, ha attraversato numerosi periodi di ristrutturazione, e ad oggi ospita 4200 posti a sedere. Si trova a Velsen, vicino ad Haarlem, ed è facilmente raggiungibile tramite automobili e mezzi di trasporto pubblici. Il colore sociale del club è il bianco. Il VSV vinse la Coppa dei Paesi Bassi nel 1938.

## Allenatori a presidenti
| Periodo   | Allenatore        | Nazionalità            |
| 1963-1964 | Toon van den Ende | Paesi Bassi (bandiera) |
| 1964-1965 | Jack Mansell      | Regno Unito (bandiera) |
| 1965-1966 | Oliver Gaspar     | Romania (bandiera)     |
| 1966-1969 | Piet de Visser    | Paesi Bassi (bandiera) |
| 1969-1974 | Jan Rab           | Paesi Bassi (bandiera) |
| 1974-1977 | Joop Castemiller  | Paesi Bassi (bandiera) |
| 1977-1978 | Mircea Petescu    | Romania (bandiera)     |
| 1978-1980 | Martin van Vianen | Paesi Bassi (bandiera) |
| 1980-1983 | Joop Brand        | Paesi Bassi (bandiera) |
| 1983-1987 | Fred André        | Paesi Bassi (bandiera) |
| 1987-1988 | Cor van der Hart  | Paesi Bassi (bandiera) |
| 1988-1990 | Cees Glas         | Paesi Bassi (bandiera) |
| 1990-1993 | Niels Overweg     | Paesi Bassi (bandiera) |
| 1993-1995 | Simon Kistemaker  | Paesi Bassi (bandiera) |
| 1995-1997 | Cor Pot           | Paesi Bassi (bandiera) |
| 1997-1998 | Harry van den Ham | Paesi Bassi (bandiera) |
| 1998-1999 | Henny Lee         | Paesi Bassi (bandiera) |
| 1999-2001 | Simon Kistemaker  | Paesi Bassi (bandiera) |
| 2001-2002 | Toon Beijer       | Paesi Bassi (bandiera) |
| 2002-2005 | Jan Poortvliet    | Paesi Bassi (bandiera) |
| 2005-2008 | Luc Nijholt       | Paesi Bassi (bandiera) |
| 2008-2010 | Edward Metgod     | Paesi Bassi (bandiera) |
| 2010-2012 | Jan Poortvliet    | Paesi Bassi (bandiera) |
| 2012-2014 | Marcel Keizer     | Paesi Bassi (bandiera) |
| 2014-2017 | Michel Vonk       | Paesi Bassi (bandiera) |
| 2017-2019 | Mike Snoei        | Paesi Bassi (bandiera) |
| 2019-     | Andries Jonker    | Paesi Bassi (bandiera) |

## Palmarès

### Competizioni nazionali
- Coppa dei Paesi Bassi: 1

1937-1938
- Tweede Divisie: 1

1962-1963

### Altri piazzamenti
- Coppa dei Paesi Bassi:

Finalista: 1916-1917
Semifinalista: 1991-1992
- Eerste Divisie:

Secondo posto: 1956-1957, 1957-1958, 1958-1959, 1963-1964

## Organico

### Rosa 2025-2026
Rosa aggiornata al 15 agosto 2025
| N. |                        | Ruolo | Calciatore              |
| -- | ---------------------- | ----- | ----------------------- |
| 1  | Paesi Bassi (bandiera) | P     | Ronald Koeman Jr        |
| 2  | Paesi Bassi (bandiera) | D     | Jeff Hardeveld          |
| 4  | Paesi Bassi (bandiera) | D     | Guus Offerhaus          |
| 5  | Paesi Bassi (bandiera) | D     | Nigel Ogidi Nwankwo     |
| 6  | Paesi Bassi (bandiera) | D     | Danny Bakker (capitano) |
| 7  | Paesi Bassi (bandiera) | A     | Soufiane Hetli          |
| 8  | Paesi Bassi (bandiera) | C     | Tyrone Owusu            |
| 9  | Paesi Bassi (bandiera) | A     | Milan Zonneveld         |
| 10 | Paesi Bassi (bandiera) | A     | Mo Hamdaoui             |
| 11 | Curaçao (bandiera)     | C     | Tyrese Noslin           |
| 13 | Curaçao (bandiera)     | P     | Tyrick Bodak            |
| 14 | Paesi Bassi (bandiera) | D     | Neville Ogidi Nwankwo   |
| 15 | Paesi Bassi (bandiera) | D     | Adil Lechkar            |

| N. |                        | Ruolo | Calciatore             |
| -- | ---------------------- | ----- | ---------------------- |
| 16 | Paesi Bassi (bandiera) | C     | Dylan Mertens          |
| 17 | Paesi Bassi (bandiera) | C     | Nils Rossen            |
| 18 | Paesi Bassi (bandiera) | C     | Remi van Ekeris        |
| 19 | Paesi Bassi (bandiera) | A     | Sebastiaan Hagedoorn   |
| 20 | Paesi Bassi (bandiera) | P     | Daan Reiziger          |
| 21 | Suriname (bandiera)    | D     | Devon Koswal           |
| 23 | Paesi Bassi (bandiera) | C     | Rayyan Koubini         |
| 24 | Paesi Bassi (bandiera) | D     | Abdelraffie Benzzine   |
| 25 | Suriname (bandiera)    | D     | Yamano Olfers          |
| 26 | Paesi Bassi (bandiera) | D     | Jaylan van Schooneveld |
| 27 | Paesi Bassi (bandiera) | A     | Patrick Brouwer        |
| 28 | Suriname (bandiera)    | C     | Rojendro Oudsten       |
| 29 | Suriname (bandiera)    | D     | Dion Malone            |

### Rose delle stagioni precedenti
- 2011-2012